# Họ Tiêu liêu
Họ Tiêu liêu hoặc họ Giỏ giẻ (danh pháp khoa học: Troglodytidae) là một họ chim dạng sẻ, chủ yếu sinh sống trong khu vực Tân thế giới. Có khoảng 80 loài tiêu liêu trong khoảng 20 chi.
Thuật ngữ Troglodyte có nghĩa là "[người] sống trong hang", và các loài tiêu liêu có tên khoa học từ xu hướng của một số loài trong việc lục lọi tìm kiếm thức ăn trong các kẽ nứt tối tăm. Nói chung chúng là chim nhỏ và khó thấy, ngoại trừ giọng hót ầm ĩ và thường là phức tạp. Chúng có cánh ngắn và mỏ mỏng cong xuống phía dưới. Một vài loài thường có đuôi dựng đứng. Tất cả đều là chim ăn sâu bọ, mặc dù một số loài cũng ăn cả các loại rau cỏ, còn những loài to lớn trong chi Campylorhynchus bắt cả những động vật có xương sống nhỏ (như thằn lằn).
Kích thước của chúng dao động từ nhỏ như tiêu liêu bụng trắng dài dưới 10 cm (4 inch) và cân nặng chỉ 9 gam, tới lớn như tiêu liêu lớn dài khoảng 22 cm (8,7 inch) và cân nặng 50 gam (1,8 oz.). Màu chủ đạo là xám, nâu, đen và trắng.
Chỉ có một loài sinh sống tại Cựu thế giới, đó là tiêu liêu (Troglodytes troglodytes). Các loài sinh sống trong các môi trường sống rất khác nhau, từ các vùng thôn quê ít cây và khô cằn tới các rừng mưa. Phần lớn các loài sinh sống ở các tầng thấp, nhưng một số thành viên của chi Campylorhynchus và cả hai thành viên của chi Odontorchilus nói chung hay sinh sống tại tầng tán trong các khu rừng. Một ít loài, đáng chú ý có tiêu liêu và tiêu liêu nhà, nói chung hay gắn liền với con người.
27 loài chim liêu oanh Australasia trong họ Liêu oanh Maluridae không có quan hệ họ hàng gì, cũng như các loài thích liêu New Zealand trong họ Acanthisittidae.

## Phân loại
Sửa đổi theo Martínez Gómez và ctv. (2005)  và Mann và ctv. (2006)). Phân loại của một vài nhóm là khá phức tạp, và việc chia tách tiếp theo ở cấp độ loài là hoàn toàn có thể. Ngoài ra, các đơn vị phân loại chưa miêu tả cũng được biết là có tồn tại. Donacobius mũ đen là loài kỳ bí, theo truyền thống được xếp cùng các loài tiêu liêu chủ yếu có lẽ là do thiếu các nghiên cứu kỹ lưỡng. Gần đây nó được xác định khả năng có thể nhất là gần gũi hơn với một vài dạng "chim chích", có thể là gần gũi với họ mới thiết lập là Megaluridae, và cũng có thể tự tạo thành họ đơn loài .
- Chi Odontorchilus
  - Odontorchilus branickii: Tiêu liêu choàng xám
  - Odontorchilus cinereus: Tiêu liêu mỏ răng
- Chi Salpinctes
  - Salpinctes obsoletus: Tiêu liêu đá
- Chi Microcerculus
  - Microcerculus bambla: Tiêu liêu sọc cánh
  - Microcerculus marginatus: Tiêu liêu miền nam
  - Microcerculus philomela: Hồng tước miền bắc
  - Microcerculus ustulatus: Tiêu liêu huýt sáo
- Chi Catherpes
  - Catherpes mexicanus: Tiêu liêu Mexico
- Chi Hylorchilus
  - Hylorchilus navai: Tiêu liêu Nava
  - Hylorchilus sumichrasti: Tiêu liêu mỏ mảnh
- Chi Campylorhynchus
  - Campylorhynchus albobrunneus: Tiêu liêu đầu trắng
  - Campylorhynchus brunneicapillus: Tiêu liêu xương rồng
  - Campylorhynchus chiapensis: Tiêu liêu lớn
  - Campylorhynchus fasciatus: Tiêu liêu vằn
  - Campylorhynchus griseus: Tiêu liêu hai màu
  - Campylorhynchus gularis: Tiêu liêu đốm
  - Campylorhynchus jocosus: Tiêu liêu Boucard
  - Campylorhynchus megalopterus: Tiêu liêu vạch xám
  - Campylorhynchus nuchalis: Tiêu liêu lưng sọc
  - Campylorhynchus rufinucha: Tiêu liêu gáy hung
  - Campylorhynchus turdinus: Tiêu liêu hoét
  - Campylorhynchus yucatanicus: Tiêu liêu Yucatan
  - Campylorhynchus zonatus: Tiêu liêu lưng sọc
- Chi Thryomanes
  - Thryomanes bewickii: Tiêu liêu Bewick
- Chi Thryothorus
  - Thryothorus ludovicianus: Hồng tước Carolina
    - Thryothorus ludovicianus albinucha: Hồng tước trán trắng
- Chi Cinnycerthia
  - Cinnycerthia fulva: Tiêu liêu hung da bò
  - Cinnycerthia olivascens: Tiêu liêu Sharpe
  - Cinnycerthia peruana: Tiêu liêu Peru
  - Cinnycerthia unirufa: Tiêu liêu hung
- Chi Cantorchilus (trước đây gộp trong chi Thryothorus)
  - Cantorchilus guarayanus: Tiêu liêu ngực nâu vàng
  - Cantorchilus leucopogon: Tiêu liêu họng sọc
  - Cantorchilus leucotis: Tiêu liêu ngực vàng nâu (có thể không đơn ngành)
  - Cantorchilus longirostris: Tiêu liêu mỏ dài
  - Cantorchilus modestus: Tiêu liêu đồng bằng
    - Cantorchilus (modestus) zeledoni: Tiêu liêu Canebrake

  - Cantorchilus nigricapillus: Tiêu liêu vịnh
  - Cantorchilus semibadius: Tiêu liêu bờ sông
  - Cantorchilus superciliaris: Tiêu liêu mào lớn
  - Cantorchilus thoracicus: Tiêu liêu ngực sọc
- Chi Thryophilus (trước đây gộp trong chi Thryothorus)
  - Thryophilus griseus: Tiêu liêu xám (vị trí cần xác nhận)
  - Thryophilus nicefori: Tiêu liêu Niceforo
  - Thryophilus pleurostictus: Tiêu liêu sọc dọc
  - Thryophilus rufalbus: Tiêu liêu hung trắng
  - Thryophilus sinaloa: Tiêu liêu Sinaloa
- Chi Pheugopedius (trước đây gộp trong chi Thryothorus) 
  - Pheugopedius atrogularis: Tiêu liêu họng đen
  - Pheugopedius coraya: Tiêu liêu Coraya
  - Pheugopedius eisenmanni: Tiêu liêu Inca
  - Pheugopedius euophrys: Tiêu liêu đuôi bằng
  - Pheugopedius fasciatoventris: Tiêu liêu bụng đen
  - Pheugopedius felix: Tiêu liêu Felix
  - Pheugopedius genibarbis: Tiêu liêu râu
  - Pheugopedius maculipectus: Tiêu liêu ngực đốm
  - Pheugopedius mystacalis: Tiêu liêu ria
  - Pheugopedius rutilus: Tiêu liêu ngực hung
  - Pheugopedius sclateri: Tiêu liêu ngực đốm
  - Pheugopedius spadix: Tiêu liêu đầu muội than
- Chi Cyphorhinus
  - Cyphorhinus aradus: Tiêu liêu Musicia
  - Cyphorhinus phaeocephalus: Tiêu liêu hót
  - Cyphorhinus thoracicus: Tiêu liêu ngực nâu dẻ

- Chi Uropsila

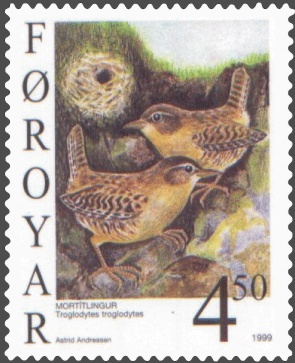
Tiêu liêu Troglodytes troglodytes:
Con tem FR 345 của Postverk Føroya, quần đảo Faroe
Phát hành: 22-2- 1999
Họa sĩ: Astrid Andreasen

  - Uropsila leucogastra: Tiêu liêu bụng trắng
- Chi Henicorhina – Tiêu liêu rừng
  - Henicorhina leucophrys: Tiêu liêu rừng ngực xám
  - Henicorhina leucoptera: Tiêu liêu rừng cánh ngang
  - Henicorhina leucosticta: Tiêu liêu rừng ngực trắng
  - Henicorhina negreti: Tiêu liêu rừng Munchique
- Chi Thryorchilus
  - Thryorchilus browni: Tiêu liêu Timberline
- Chi Troglodytes (10-15 loài, phụ thuộc vào từng tác giả; bao gồm cả chi Nannus nhưng rất có thể đó là chi khác biệt)
- Chi Cistothorus
  - Cistothorus apolinari: Tiêu liêu Apolinar
  - Cistothorus meridae: Tiêu liêu Paramo
  - Cistothorus palustris: Tiêu liêu đầm lầy
  - Cistothorus platensis: Tiêu liêu lau sậy
- Chi Ferminia
  - Ferminia cerverai: Tiêu liêu Zapata